# Meneng
Meneng (Menen) – jeden z dystryktów Nauru. Znajduje się w południowo-wschodniej części wyspy. Ma powierzchnię 2,88 km², zamieszkuje go 1323 osób (2002).